# Stenia heringi
Stenia heringi là một loài bướm đêm trong họ Crambidae.